# Пограбування Музею Ізабелли Стюарт Гарднер

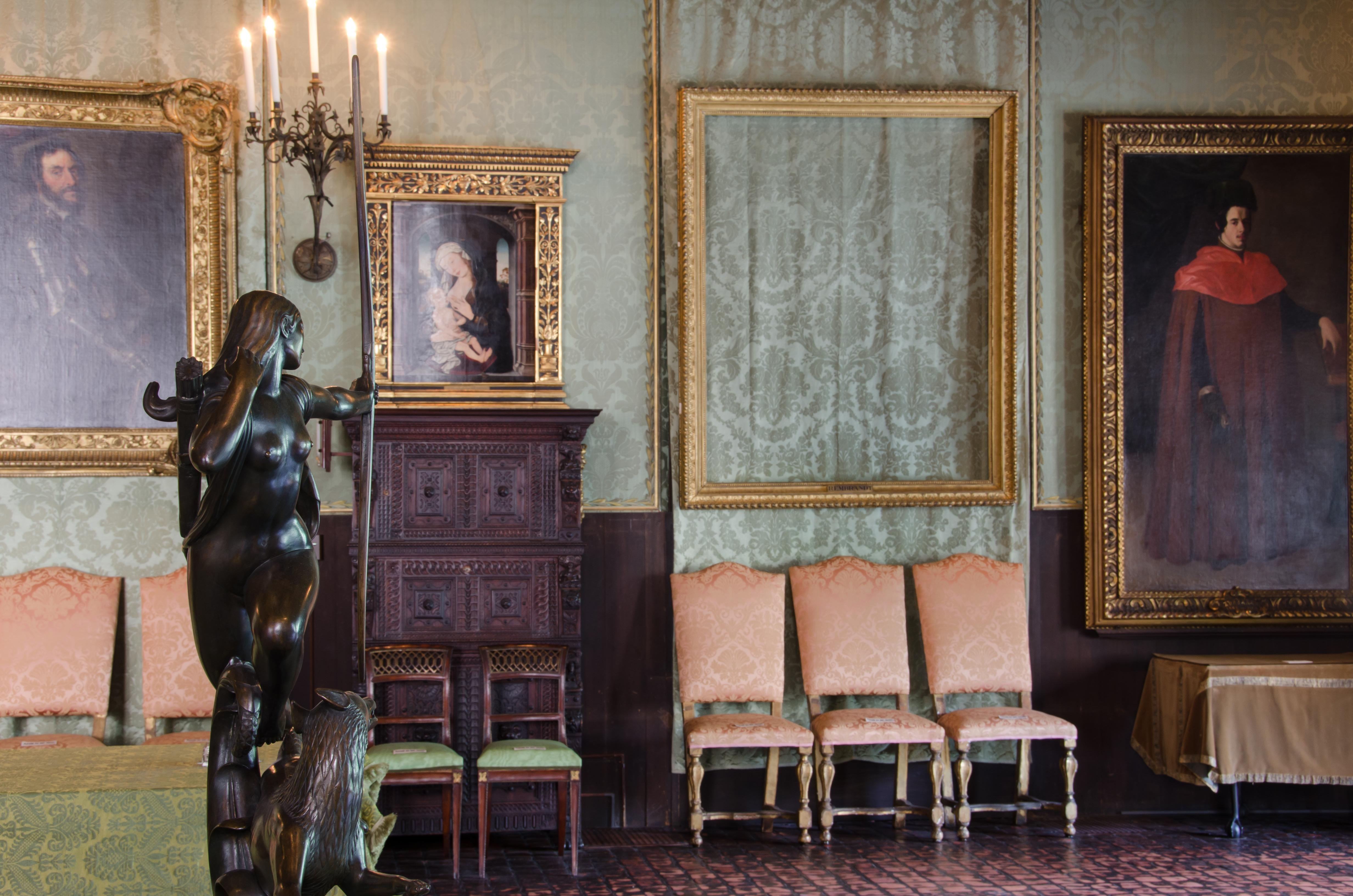
Рамка, з якої було викрадено картину «Христос під час шторму на озері Генісарет».

Рано вранці 18 березня 1990 року з музею Ізабелли Стюарт Гарднер у Бостоні було викрадено 13 творів мистецтва. До Музею мистецтв Ізабелли Стюарт Гарднер у Бостоні, штат Массачусетс, США охоронці впустили злодіїв, що видавали себе за поліціянтів. Ті повідомили охорону про отримання сигналу тривоги про заворушення всередині комплексу. Співробітники охорони, які впустили псевдо-копів всупереч інструкціям з безпеки музею, були нейтралізовані за допомогою наручників та замкнуті окремо в підвалі. Справа нерозкрита; жодних арештів не було здійснено, жодних робіт не було відновлено. Федеральне бюро розслідувань (ФБР) і артдилери оцінили викрадені роботи в 500 мільйонів доларів США. Музей пропонує винагороду в 10 мільйонів доларів за інформацію, яка допоможе повернути витвори мистецтва. Це — найбільша винагорода, яку будь-коли пропонувала приватна установа.
Викрадені роботи були спочатку придбані колекціонеркою мистецтва Ізабеллою Стюарт Гарднер (1840—1924) і призначені для постійної експозиції в музеї разом з рештою її колекції. Серед них був «Концерт», одна з 34 відомих картин Яна Вермера, яка вважається найціннішою невідновленою картиною у світі. Також була викрадена картина «Христос під час шторму на озері Генісарет», єдиний мариністський пейзаж Рембрандта. Інші картини та ескізи Рембрандта, Едгара Дега, Едуарда Мане та Говерта Флінка були викрадені разом із відносно безцінним фіалом орла та китайською чашею для вина гу. Цікаво, що рамки, з яких були викрадені картини та офорт, все ще висять на стінах музею.

## Музей
Музей Ізабелли Стюарт — музей, побудований під керівництвом Ізабелли Стюарт Гарднер для розміщення та демонстрації її особистої колекції мистецтва.